# Háromatomos hidrogén
A háromatomos hidrogén egy instabil molekula, képlete H3.
A semleges molekula előállítható kisnyomású gázkisülési csőben.
Az alábbi utakon bomolhat el:
{\displaystyle H_{3}\quad \longrightarrow \quad H_{3}^{+}\ +\ e^{-}}
{\displaystyle H_{3}^{+}\ +\ e^{-}\quad \longrightarrow \quad H_{3}^{*}\quad \longrightarrow \quad H\ +\ H_{2}}
{\displaystyle H_{3}^{+}\ +\ e^{-}\quad \longrightarrow \quad H_{3}^{*}\quad \longrightarrow \quad 3\ H}
Csak gerjesztett formában létezhet, ilyen állapotok például: 2sA1' 3sA1' 2pA2" 3dE' 3DE" 3dA1' 3pE' 3pA2". A 2p2A2" állapot élettartama 700 nanomásodperc. Ha a molekula energiát adna le, hogy alapállapotba kerüljön, akkor spontán felbomlik, mivel az alapállapot disszociatív. A legkisebb energiájú metastabil állapot, a 2sA1' energiája −3,777 eV-tal kisebb, mint a H+3 és e− állapot energiatartalma, de így is mintegy 1 pikomásodperc alatt elbomlik.
Az egyik első munka Wendt és Landauer-é volt 1920-ban, ők az anyagot – az ózon neve után – hizónnak nevezték.

## Fordítás
Ez a szócikk részben vagy egészben  a   Triatomic hydrogen című angol Wikipédia-szócikk ezen változatának fordításán alapul.  Az eredeti cikk szerkesztőit annak laptörténete sorolja fel. Ez a jelzés csupán a megfogalmazás eredetét és a szerzői jogokat jelzi, nem szolgál a cikkben szereplő információk forrásmegjelöléseként.